# Opisthotrochopodus alvinus
Opisthotrochopodus alvinus är en ringmaskart som beskrevs av Pettibone 1985. Opisthotrochopodus alvinus ingår i släktet Opisthotrochopodus och familjen Polynoidae. Inga underarter finns listade i Catalogue of Life.